# Noordland (eiland)
Noordland is als voormalig werkeiland een permanent onderdeel van de Oosterscheldekering. Het is het meest zuidelijke eiland in de Oosterscheldekering tussen Schouwen en Noord-Beveland. Het eiland is in 1972 opgeleverd. De Roompotsluis ligt op Noordland, over deze sluis loopt de Noordlandbrug, onderdeel van de N57.